# 6586 Seydler
A 6586 Seydler (ideiglenes jelöléssel 1984 UK1) a Naprendszer kisbolygóövében található aszteroida. Antonín Mrkos fedezte fel 1984. október 28-án.